# Aeci (metge)
Aeci d'Amida (en llatí Aetius Amidenus, en grec antic Ἀέτιος Ἀμιδηνός) era un metge romà d'Orient probablement del segle VI, encara que ha estat situat també al IV i al V, ja que parla als seus escrits de Ciril, patriarca d'Alexandria, i de Petros Arquiater, metge del rei ostrogot Teodoric. Aeci és esmentat per Alexandre de Tral·les que va viure al segle VI.
Va néixer a Amida, a Mesopotàmia i segons diu Foci, va estudiar a Alexandria, on hi havia l'escola de medicina més famosa. Era probablement cristià. En alguns escrits apareix amb el títol de κώμης ὀψικίου (comes obsequii), magistrat encarregat de l'atenció a l'emperador romà d'Orient. Amb aquest títol exercí a Constantinoble. Aeci sembla que va ser el primer escriptor mèdic cristià que va utilitzar, a més de remeis clínics, amulets, encanteris i oracions per a guarir malalties, com una oració a Sant Blai per treure un os de la gola, o altres encanteris per tancar una fístula.
La seva obra (Βιβλία Ἰατρικὰ Ἐκκαίδεκα) escrita en grec es va perdre en part. L'obra no és molt original, però és valuosa perquè recull escrits de molts metges de l'antiguitat, les obres dels quals s'han perdut. La primera part del llibre es va difondre a l'Europa Occidental en llatí després de la caiguda de Constantinoble, a rau d'una impressió del 1534 a Venècia amb el títol de Aetii Amideni Librorum Medicinaiium tomus primus; primi scilicet Libri Octo nunc primum in lucem editi, Graece, del qual el segon volum mai va aparèixer. Alguns capítols del llibre novè foren publicats en grec i llatí per J. E. Hebenstreit el 1757 sota el títol "Tentarnen Philologicum Medicum super Aetii Amideni Sjiiopsis Medicorum Veterum" i (segona part) "Aetii Amideni Apendice....Specimen alterum"; altres capítols foren publicats per J. Magnus el 1817 amb el títol "Commentationum in Aetii Amideni Medici Ta Specimen Primum". Altres capítols del llibre vint-i-cinquè foren publicats per J. C. Horn el 1654 amb el títol "De Significationibus Stellarum". Sis llibres (del vuitè al tretzè) van sortir publicata a Basilea el 1533 sota el títol "Aetii Antiocheni Medici de cognoscendis et curandis Morbis Sermones Sex jam priinum in lucem editi". I la resta dels 10 llibres conservats ho foren a Basilea per J.B. Montanus en dos volums. Una traducció completa en llatí sortí publicada el 1534 a Venècia i l'obra completa va ser publicada el 1542 per Janus Cornarius a Basilea.
Obres en línia
- Libri Medicinales I-IV (facsímil en línia) (en grec).  Leipzig i Berlín: B.G. Teubneri, 1935 (Corpvs Medicorvm Graecorvm). edició per A. Olivieri
- Libri Medicinales V-VIII (facsímil en línia) (en grec).  Leipzig i Berlín: B.G. Teubneri, 1950 (Corpvs Medicorvm Graecorvm). edició per A. Olivieri